# Православие в Монтане
В штате Монтана к христианам себя относят 65 % взрослых граждан. Православные христиане составляют менее 1 % из их числа. Тем не менее, в штате представлены не менее трех поместных православных церквей.

## Константинопольский патриархат
Американская архиепископия Константинопольского патриархата, или же Греческая православная архиепископия Америки, представлена в штате двумя приходами Денверской митрополии. Это храмы святых Константина и Елены в Грейт-Фоллс, и Благовещенский — в Мизуле. Благовещенский храм, основанный в 1956 году — единственный православный приход в городе.

## Сербская православная церковь
Единственная в Монтане сербская церковь, посвященная святой Троице, расположена в городе Бьютт и принадлежит Западноамериканской епархии. Это старейший православный приход в штате, основанный выходцами из Югославии 28 августа 1897 года. Первый храм для прихода был построен в 1905 году, и просуществовал до 1964 года, когда был снесен из-за вызванных шахтерскими работами под землей структурных повреждений. На его месте через год было построено новое здание с тремя куполами.

## Православная церковь в Америке
В Монтане расположено два храма епархии Запада. Сербская миссия, существовавшая в городе Биллингс под покровительством выходца из Бьютта иеромонаха Николая (Сораича), в 1988 году перешла под омофор Константинопольского патриархата, после чего был основан приход Николая Чудотворца. Однако в 1994 году он перешел в Православную церковь в Америке, получив имя святителя Николая (Велимировича). Приход Антония Великого в Бозмене был создан как миссия в 1999 году. Существуют также две миссии: святого Марка в Грейт-Фоллс, основанная в 2019 году, и Моисея Мурина — в столице штата Хелене.

### Монастырь святого Петра
Православная церковь в Америке располагает также строящимся монастырем в Харрисоне. В 2011 году на пожертвованном прихожанами храма Антония Великого участке земли был установлен поклонный крест, а 19 апреля 2012 года на месте будущего монастыря был проведен первый молебен. Строительство же началось по проекту архитектора Марка Хэдли в конце сентября 2015 года при участии насельников монастырей святого Германа Аляскинского в Платине и Иоанна Шанхайского в Мэнтоне.